# Tattooed on My Brain
Tattooed on My Brain (с англ. — «Вытатуировано на моём мозге») — 24-й студийный альбом шотландской хард-рок группы Nazareth, вышедший 12 октября 2018 года на лейбле Frontiers Records.
Он был выпущен продюсером Янном Руйе, который уже работал с группой на предыдущих альбомах: The Newz (2008), Big Dogz (2011) и Rock ’n’ Roll Telephone (2014). Это первый альбом «Назарет», в котором не будет голоса оригинального певца группы Дэна Маккаферти, который покинул группу в 2013 году (но записал тем не менее предыдущий альбом).

## Композиции
Все тексты написаны Карлом Сентансом, Питом Эгнью, Джимми Мюррисоном и Ли Эгнью.
| №   | Название                     | Длительность |
| --- | ---------------------------- | ------------ |
| 1.  | «Never Dance with the Devil» | 3:00         |
| 2.  | «Tattooed on My Brain»       | 2:49         |
| 3.  | «State of Emergency»         | 3:41         |
| 4.  | «Rubik’s Romance»            | 4:05         |
| 5.  | «Pole to Pole»               | 4:21         |
| 6.  | «Push»                       | 3:48         |
| 7.  | «The Secret Is Out»          | 5:30         |
| 8.  | «Don’t Throw Your Love Away» | 3:37         |
| 9.  | «Crazy Molly»                | 3:02         |
| 10. | «Silent Symphony»            | 3:48         |
| 11. | «What Goes Around»           | 4:00         |
| 12. | «Change»                     | 3:56         |
| 13. | «You Call Me»                | 6:10         |

## Участники записи
Приведены по сведениям базы данных Discogs.
Nazareth:
- Карл Сентанс[англ.] — вокал
- Джимми Мюрисон — гитара
- Пит Эгнью — бас-гитара, бэк-вокал, лид-вокал на «You Call Me»
- Ли Эгнью — ударные[7]

Производственный персонал:
- Ян Руйе — музыкальный продюсер, звукорежиссёр, сведе́ние, мастеринг-инженер[англ.]
- Крэйг Хоуи — ассистент звукорежиссёра
- Дункан Эйткен — ассистент звукорежиссёра
- Майкл Бреннан — ассистент звукорежиссёра
- Дагмар Генрих-Хоппен — дизайн буклета, фотографии
- Симона Пфафф — художественное оформление обложки
- Фолькер Мершки — художественное оформление обложки
- Дороти Шоэ — препринт
- Штефан Леман — препринт
- Марк Марни — фотографии
- Марек Мазиарц — фотографии

## Позиции в хит-парадах
| Год  | Хит-парад                         | Высшая позиция | Пребывание в чарте |
| ---- | --------------------------------- | -------------- | ------------------ |
| 2018 | Австрия (Ö3 Austria)              | 39             | 1 неделя           |
| 2018 | Чехия (ČNS IFPI)                  | 66             | нет данных         |
| 2018 | Германия (Offizielle Top 100)     | 80             | 1 неделя           |
| 2018 | Шотландия (Scottish Albums Chart) | 43             | 1 неделя           |
| 2018 | Швейцария (Schweizer Hitparade)   | 28             | 2 недели           |